# Ugo Manaresi
Ugo Manaresi (Ravenna, 1851 – Livorno, 1917) è stato un pittore italiano.

## Biografia
Studia all'Accademia delle belle arti di Firenze e all'Accademia Navale di Livorno. Diventa capitano di lungo corso ma non esercita che sporadicamente questa professione, che dovette influenzarlo non poco nell'esercizio della sua pittura, soprattutto a livello narrativo e nel reperimento dei soggetti per le sue opere.
I suoi temi prediletti hanno a che vedere con il mare, visto sia nel suo aspetto placido, che in quello irruente e violento. Raffigura solitamente imbarcazioni e velieri, con una perizia tecnica notevole, e perfeziona il suo linguaggio nella rappresentazione di scenografici naufragi o di onde che vanno a sbattere contro gli scogli. 
La sua pittura, che indulge ai particolari, non mostra interesse per la ritrattistica.
Anima inquieta, ha partecipato a varie esposizioni a carattere nazionale, sebbene le sue presenze alle più alte manifestazioni artistiche italiane siano state scarne. Per contro, la sua opera ha riscosso sempre una notevole attenzione da parte del collezionismo.
È stato maestro di Renuccio Renucci, che proprio da lui ha ereditato quella sorta di devozione per le vicende marittime e marinare e del postmacchiaiolo livornese Oscar Ghiglia.